# Habenaria socorroae
Habenaria socorroae är en orkidéart som beskrevs av Roberto González Tamayo och Cuevas-figueroa. Habenaria socorroae ingår i släktet Habenaria och familjen orkidéer. Inga underarter finns listade i Catalogue of Life.